# 淑貞夫人
淑貞夫人（?—?）金氏，新羅第38代君主元圣王的夫人。
淑貞夫人是角干金神述之女，嫁给上大等金敬信。785年（宣德王六年、唐德宗贞元元年），宣德王死后无子，上大等金敬信即位，是为元圣王。二月，追封父亲金孝讓爲明德大王，母朴氏爲昭文太后，立子金仁謙爲王太子。800年（昭聖王二年、貞元十六年）, 唐德宗詔冊臣金俊邕爲新羅王，母申氏（金神述之女，误作申氏）爲大妃，妻叔氏（金叔明之女桂花王后，误作叔氏）爲王妃。

## 子孙
- 儿子：金仁謙
  - 孙子：金俊邕
  - 孙子：金彦昇
  - 孙子：金秀宗
  - 孙子：金忠恭
- 儿子：金義英
  - 孙子：金崇斌（?-819年2月）
- 儿子：金禮英
  - 孙子：金憲貞
    - 曾孙子：金悌邕

  - 孙子：金永貞
  - 孙子：金均貞
  - 孙女：貴勝夫人，憲德王夫人
- 女儿：大龍夫人
- 女儿：小龍夫人